# Gara Cambridge
Gara Cambridge este principala gară care deservește orașul Cambridge din estul Angliei. Aceasta se află în partea de sud a Station Road, la 1,6 km sud-est de centrul orașului. Este capătul nordic al Magistralei West Anglia, la 89,6 km de Londra Liverpool Street, capătul sudic.
Gara este administrată de Greater Anglia. Este una din cele două gări de cale ferată din oraș (cealaltă fiind Cambridge North, la aproximativ 4 km distanță). Cambridge este de remarcat prin faptul că deține al treilea cel mai lung peron din rețeaua feroviară din Anglia.
Cambridge este, de asemenea, punctul terminus pe trei rute secundare: linia Fen spre King's Lynn, linia Breckland spre Norwich și linia Ipswich–Ely spre Ipswich.